# Säters landsfiskalsdistrikt
Säters landsfiskalsdistrikt var 1941–1964 ett landsfiskalsdistrikt i Kopparbergs län, bildat när Sveriges nya indelning i landsfiskalsdistrikt trädde i kraft den 1 oktober 1941, enligt kungörelsen den 28 juni 1941. Detta distrikt bildades genom sammanslagning av del av Hedemora landsfiskalsdistrikt och hela Husby landsfiskalsdistrikt som hade bildats den 1 januari 1918 när Sveriges första indelning i landsfiskalsdistrikt trädde i kraft. Den 1 januari 1965 avskaffades i Sverige samtliga landsfiskaler och landsfiskalsdistrikt, och deras arbetsuppgifter delades upp på de nyskapade indelningarna polisdistrikt, åklagardistrikt och kronofogdedistrikt.
Landsfiskalsdistriktet låg under länsstyrelsen i Kopparbergs län.

## Ingående områden
De två kommunerna Säters stad och Säters landskommun hade tidigare legat i Hedemora landsfiskalsdistrikt och landskommunerna Husby och Stora Skedvi i Husby landsfiskalsdistrikt. 1 januari 1950 upphörde staden Säter att själv sköta utsökningsväsendet, och tillhörde från samma datum landsfiskalsdistriktet i alla hänseenden. När Sveriges nya indelning i landsfiskalsdistrikt trädde i kraft den 1 januari 1952 (enligt kungörelsen 1 juni 1951) ändrades inte distriktets omfattning, men kommunen Säters landskommun inkorporerades samtidigt genom kommunreformen 1952 i Säters stad.

### Från 1 oktober 1941
- Husby landskommun
- Säters landskommun
- Säters stad (endast i polis- och åklagarhänseende; staden skötte själv utsökningsväsendet)
- Stora Skedvi landskommun

### Från 1950
- Husby landskommun
- Säters landskommun
- Säters stad
- Stora Skedvi landskommun

### Från 1 januari 1952
- Husby landskommun
- Säters stad
- Stora Skedvi landskommun